# Шепетівська синагога
Велика синагога — юдейська культова споруда, розташована в українському місті Шепетівка, Хмельницька область. Охороняється державою як пам'ятка архітектури місцевого значення. Розташована на вул. Нісензона, 1. Побудована у 1820—1840 роках.

## Опис

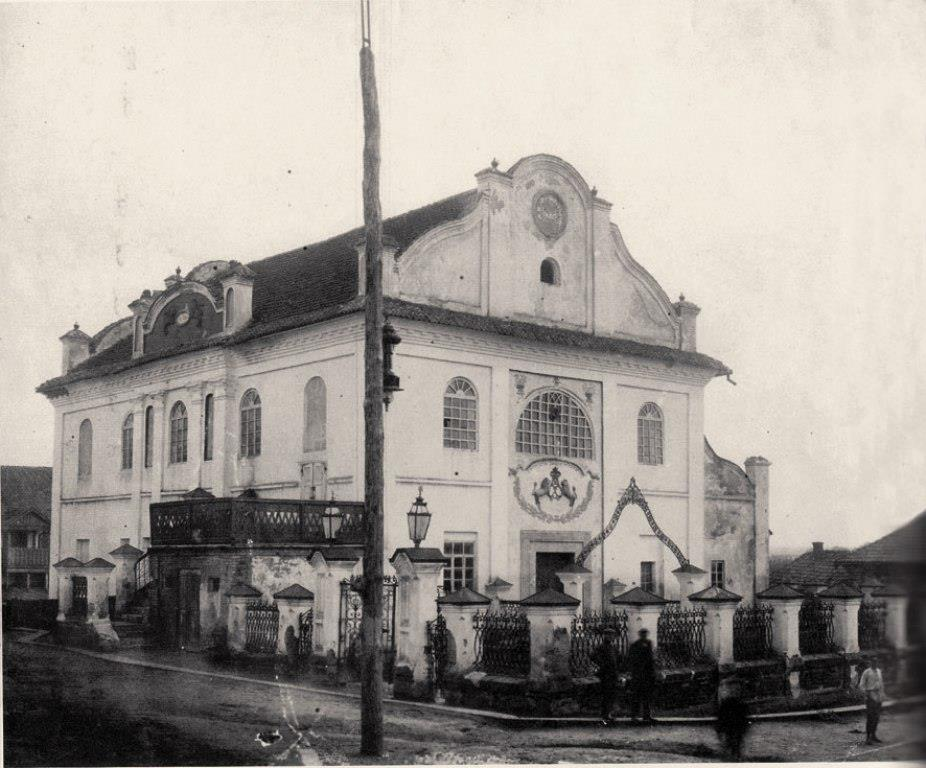
Старе фото синагоги (1912—1914)

Данило Михайлович Щербаківський наводить опис синагоги: «…має барочні фронтони…на фронтонах декоративні поливні глечики, а з півдня два скульптурних леви на даху. Всередині дві менойри, прекрасні, литі з міді батьком ключаря, але по старим традиціям. Цей ключар каже, що такої ж роботи є менойри у Славуті і була у Заславі, але останню під час війни забрали москалі».
«Менойра в Славуті великої синагоги того ж майстра, що у Шепетівці (в 607 р. єврейської ери) лита з латуні. В основі її трикутник трикутник ажурний, що з його кутів виглядають півпостаті лева, бика й орла. Вище ажурне коло з пташками. Ще вище самий підсвічник з дев'яти свічок. До масивного поршня з двох боків прикріплені по чотири кронштейни складної цільної композиції — в одній площі з нижніх уявляють собою руку, що тримає рослини, кінці яких стілізовані в голови грифів, у двох середніх вони з крилами. Кожна частина завершується розеткою-підставкою під ліхтар (зараз електрика). Внизу чотири леви на площадці з ажруним бар'єром, під яким вісюльки. Два леви під кронштейнами повернуті до стержня, а два других повернуті до нього. Кронштейн завершується одною свічкою й картушем з написом про те, що минойра зроблена в Шепетівці майстром Добвером».
Закрита і націоналізована в радянський період, в будівлі розмістили спортивний зал (1960-і). Під час Другої світової війни синагога виявилася центром єврейського гетто (багато жителів гетто були розстріляні на площі перед будівлею), по закінченню війни була відкрита, але закрита повторно. Після здобуття Україною незалежності, синагогу повернули первісним господарям. Відкриття відбулося 1 червня 1991 року.
Будівля синагоги підтримується в доброму стані. Проте, будівля втратила витончені форми фасаду, ліпнину і декоративні елементи. У 2018 році був проведений ремонт інтер'єру. Єврейська громада Шепетівки налічує близько 200 осіб.